# Вергиния
Вергиния, Виргиния (лат. Verginia, ок. 465 — ок. 450—449 г. до н. э.) — прекрасная дева, героиня ранней римской легенды. Была убита отцом, чтобы не достаться сенатору Аппию Клавдию, который её вожделел и ради этого пошёл на юридическую подтасовку. Её гибель вызвала восстание в Риме, приведшее к восстановлению республики.

## Легенда
С 509 года до н. э. царей в Риме не существовало, городом правили консулы и Сенат. В 451 г. до н. э. консулы сложили с себя власть и вместо них были избраны децемвиры с консульской властью для написания законов (decemviri consulari imperio legibus scribundis). Они в течение года составили десять таблиц, позже Законы Двенадцати таблиц. По окончании года (450-го) децемвиры (новые децемвиры, избранные составить оставшиеся две таблицы) не сложили с себя власти, а самовольно остались в ней и на следующий 449 год (305 год от основания Рима). По приказу одного из них был убит любимый народом ветеран Луций Сикций Дентат, следующее преступление стало ещё более знаменитым, наравне с похожей историей Тарквиния и Лукреции.
История известна благодаря рассказу в 3-м томе «Римской истории» Тита Ливия (III, 44-58).
Вергиния была дочерью центуриона из плебеев гражданина Луция Виргиния (Вергиния), невестой бывшего трибуна Луция Ицилия, доблестно отстаивавшего права плебеев в Древнем Риме. «На шестидесятом году установления свободы» лидер децемвиров Аппий Клавдий воспылал страстью к девушке из народа. Красавица Вергиния не соблазнилась подарками и обещаниями Аппия, и тогда тот, от страсти потеряв голову, решился на обман. Он договорился со своим клиентом Марком Клавдием объявить публично, что Вергиния — его рабыня, и потребовать её к себе. Толпа на форуме, поскольку семья пользовалась уважением, заставила Марка Клавдия передать дело в суд — децемвирам, возглавляемым самим же Аппием. На суде Марк Клавдий поклялся, что девушка родилась в его доме, откуда была похищена и подброшена Вергинию, а сам он узнал об этом благодаря доносу и готов представить доказательства, а пока же рабыня должна находится в его доме.
На суде защитники потребовали отсрочить дело до возвращения отца девушки. Вергинию же на основании закона, внесенного самим Аппием, следует временно оставить на свободе, чтобы девушка не была обесчещена прежде, чем лишится свободы. Аппий, желая показать свою непредвзятость, согласился послать за её отцом, но все равно потребовал, чтобы до выяснения обстоятельств девушка была передана в дом Марка Клавдия. Народ зароптал, услышав такое решение суда. Но никто не осмеливался ему воспротивиться, пока не вмешались дядя Вергинии Публий Нумиторий и её жених Луций Ицилий. В числе того, что говорил Ицилий — указание на важные римские свободы плебса, утраченные недавно: «Пусть вы лишили нас трибунов и прав обжалованья пред народом римским — двух столпов, на которых держалась наша свобода, но пока ещё ваша похоть не властна над нашими женами и детьми». До завтрашнего дня девушка была отдана на поруки близким.
Брат жениха и племянник Вергиния спешно отправились за отцом. Рано утром Вергиний, одетый как на похоронах, привел на суд дочь, обряженную в лохмотья, словно рабыню, в сопровождении толпы защитников. На площади собралось много людей, переживавших за их судьбу. Однако решение суда осталось прежним. Тит Ливий пишет: «Возможно, какая-то из переданных древними писателями речей, в которой Аппий обосновал свой приговор, и подлинная, но ни одна из них не отвечает чудовищности самого приговора, вот почему, мне кажется, следует изложить его голую суть — Вергиния была признана рабыней». По Дионисию Галикарнасскому (XI, 36), Аппий выдвинул против Виргиния обвинение в краже ребёнка.
Когда девушку хотели забрать силой, Вергиний сказал Аппию: «За Ицилия, а не за тебя, Аппий, просватана моя дочь, и вырастил я её для брака, а не для разврата. Тебе угодно, как скоту и зверю, совокупляться, с кем захочешь? Эти, быть может, и стерпят такое, но, я уверен, не те, в чьих руках оружие». Аппий заявил, что Вергиний и Ицилий хотят вызвать смуту и приказал арестовать отца. Спасая свою дочь от позора, со словами: «Только так, дочь моя, я могу сделать тебя свободной» Вергиний прилюдно зарезал Вергинию у святилища Венеры Клоакины.
Народ заволновался. «Ицилий и Нумиторий, подняв бездыханное тело, показывали его народу (…) Мужчины, а больше всех Ицилий, негодуя говорили о потере трибунской власти и права на обжалование перед народом. Толпу взволновала как чудовищность злодеяния, так и надежда, воспользовавшись происшедшим, вернуть себе свободу», пишет Тит Ливий. Под влиянием страстных речей Вергиния и Ицилия произошло восстание 449 года до н. э., в котором, помимо плебеев, приняло участие войско, взволнованное тем, как обошлись с дочерью их центуриона. Произошел т. н. второй «уход» плебеев на гору. В итоге в соответствии с постановлением сената все децемвиры сложили свои полномочия. Институт трибунов был возрождён. Новые консулы, Луций Валерий и Марк Гораций, предложили, а центуриатные комиции утвердили законы (leges Valeriae Horatiae), которые расширили права плебеев и постановляли, чтобы правление, подобное децемвиральному, никогда не учреждалось, и что тот, кто учредит подобное правление, может быть безнаказанно убит кем угодно.
Аппия Клавдия заключили в тюрьму; там он, по разным источникам, или покончил с собой (по Ливию), или был тайно убит по приказу народных трибунов (по версии Дионисия и Псевдо-Аврелия).
Марк Клавдий был осужден по приговору, но прощён самим Вергинием и отпущен, после чего ушел изгнанником в Тибур.

## Анализ
Неизвестно, была ли эта легенда придумана, чтобы объяснить историческое восстание, или преследовалась цель дискредитации старинной патрицианской фамилии Клавдиев.
Н. Е. Боданская в комментариях к рассказу Ливия пишет: «Отмеченное самим Ливием сходство между историями Вергинии и Лукреции, несомненно, литературного происхождения. Недаром Ливия здесь занимают прежде всего сюжетные параллели, атмосфера напряженности, драматургическое развитие действия, развертывание юридического спора по всем правилам популярного риторического жанра контроверсии. Эта патетическая новелла, однако, прочно вошла в историческую и даже историко-юридическую традицию римлян. Некоторые её варианты показательны: у Диодора (XII, 24, 2) и в одном из трактатов Цицерона (О государстве, II, 63; иначе: О пределах добра и зла, II, 66) вместо Аппия Клавдия фигурирует „один из децемвиров“; Диодор называет Вергинию „девицей благородного происхождения“».
А. В. Коптев также пишет, что эта история является вариантом древнейшей.

## В искусстве
Эта легенда послужила сюжетом многих драматических произведений, картин и скульптур.
- История Виргинии (картина Боттичелли)

- Фигурирует в «Этаже наследия» — списке из 999 имён мифических и исторических выдающихся женщин в западной цивилизации.

В 1866 году состоялась премьера оперы «Вирджиния» Саверио Меркаданте, которая была заново открыта в 1970-х годах. В ней Вирджиния превращается в инициативную и деятельную героиню.

## Память
- В честь Вергинии назван астероид (50) Виргиния, открытый в 1857 году.